# Amblyanthus praetervisus
Amblyanthus praetervisus är en viveväxtart som beskrevs av Carl Christian Mez. Amblyanthus praetervisus ingår i släktet Amblyanthus och familjen viveväxter. Inga underarter finns listade i Catalogue of Life.